# Jens Plötner

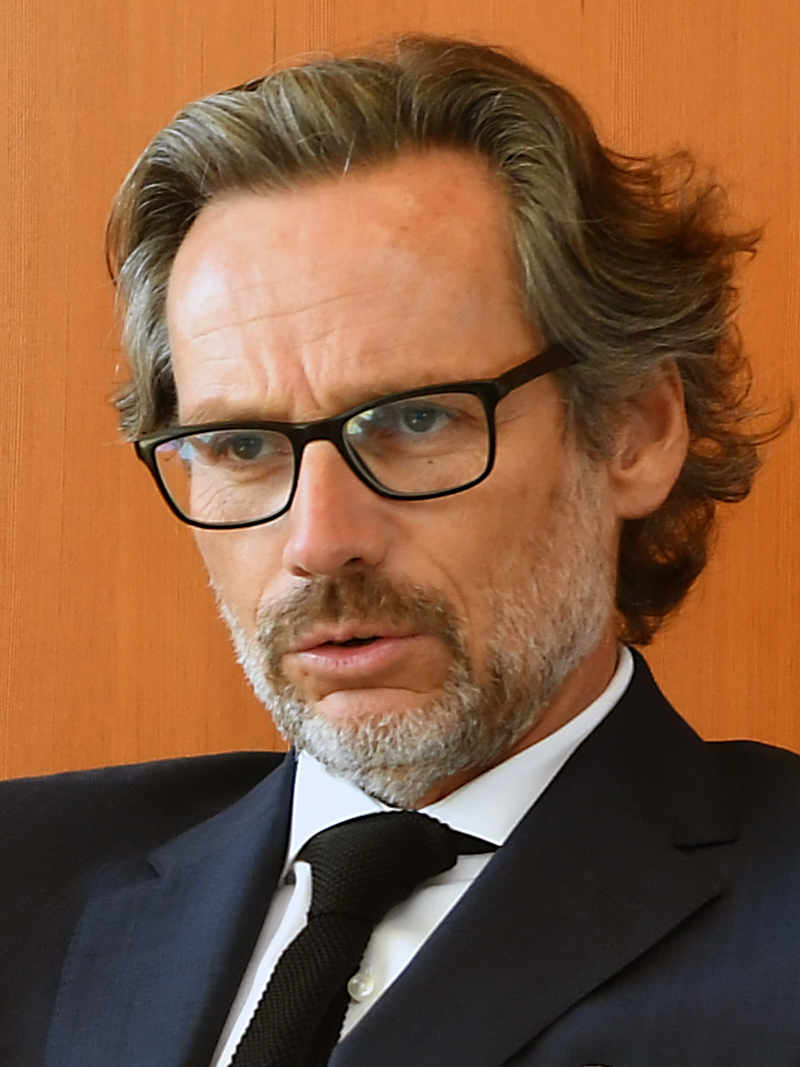
Jens Plötner (2020)

Jens Plötner (* 29. September 1967 in Eutin) ist ein deutscher Diplomat. Er war von 2021 bis 2025 außen- und sicherheitspolitischer Berater von Bundeskanzler Olaf Scholz (SPD). Zuvor war er von 2019 bis 2021 Politischer Direktor im Auswärtigen Amt.

## Ausbildung
Nach dem Abitur leistete Plötner von 1987 bis 1988 seinen Wehrdienst bei der Bundeswehr und studierte anschließend bis 1993 Rechtswissenschaften an der Universität Hamburg, der Universität Bordeaux, der Université Paris 1 Panthéon-Sorbonne (Abschluss mit Maîtrise im Öffentlichen Recht und Völkerrecht) sowie Politikwissenschaft am Sciences Po.

## Laufbahn
1994 trat er in den Auswärtigen Dienst ein und wurde nach Beendigung der Attachéausbildung 1996 stellvertretender Büroleiter beim Staatsminister im Auswärtigen Amt. Anschließend arbeitete er von 1998 bis 2002 in der Politischen Abteilung der Botschaft in Israel, ehe er bis 2005 Sprecher für den Mittleren Osten und Angelegenheiten der Vereinten Nationen im Auswärtigen Amt war. Danach war er erst stellvertretender Sprecher des Auswärtigen Amtes sowie danach von 2007 bis 2008 stellvertretender Leiter des Ministerbüros von Frank-Walter Steinmeier (SPD) im Auswärtigen Amt. Im Anschluss war er bis 2009 Sprecher des Auswärtigen Amtes. Von 2009 bis 2012 war Plötner Botschafter in Sri Lanka, mitakkreditiert für die Malediven, und wurde auf diesem Posten von Jürgen Morhard abgelöst, der zuvor Beauftragter für den Haushalt im Auswärtigen Amt war. Von Juni 2012 bis 2014 war Plötner Botschafter in Tunesien und damit Nachfolger von Horst-Wolfram Kerll, der in den Ruhestand getreten war.

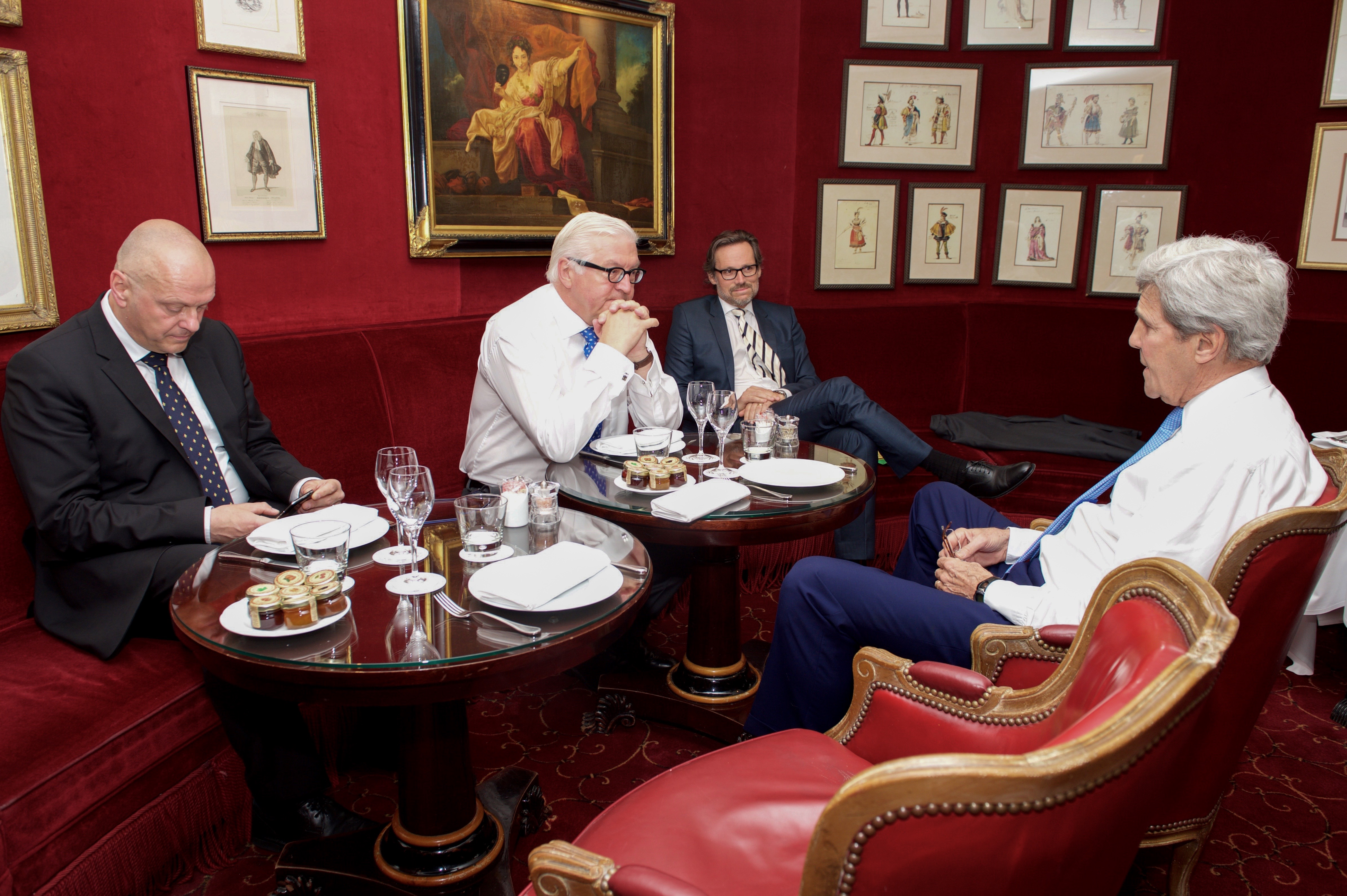
Plötner (3. v. l.) 2016 an der Seite des damaligen Außenministers Frank-Walter Steinmeier bei einem Treffen mit dessen amerikanischem Amtskollegen John Kerry

2014 bis 2017 war er Leiter des Ministerbüros im Auswärtigen Amt (erneut unter Außenminister Steinmeier). Von Juli 2017 bis März 2019 war Plötner Botschafter in Griechenland. Im April 2019 wurde Plötner zum Politischen Direktor des Auswärtigen Amtes ernannt, damit war er einer der engsten Mitarbeiter des Außenministers Heiko Maas (SPD). Von Dezember 2021 bis Mai 2025 war er außen- und sicherheitspolitischer Berater von Bundeskanzler Olaf Scholz (SPD) und leitete als dieser im Amt eines Ministerialdirektors die Abteilung 2 – Außen-, Sicherheits- und Entwicklungspolitik des Bundeskanzleramts. Auf ihn folgte Günter Sautter als Berater von Bundeskanzler Friedrich Merz (CDU).
Im Sommer 2025 wird Plötner Staatssekretär für Rüstung und Innovation im Bundesministerium der Verteidigung.

## Kritik
Im April 2022 nach dem russischen Überfall auf die Ukraine warf der Botschafter der Ukraine Andrij Melnyk Deutschland vor, weiterhin zu viele Eigeninteressen in Bezug auf Russland, etwa die Abhängigkeit von Gas, Öl und Kohle zu haben, und nannte namentlich Plötner sowie den Staatssekretär im Auswärtigen Amt, Andreas Michaelis. Schuld daran sei auch das Agieren des früheren Außenministers und derzeitigen Bundespräsidenten Frank-Walter Steinmeier als Kanzleramtschef und später als Außenminister. Die FDP-Politikerin Marie-Agnes Strack-Zimmermann kritisierte ihn ebenfalls: „Plötner ist der Inbegriff der desaströsen deutschen Russlandpolitik der letzten 15 Jahre, vor deren Scherbenhaufen wir jetzt stehen.“ Der polnische Europa-Abgeordnete Bartłomiej Sienkiewicz, der als Vertrauter des Ministerpräsidenten Donald Tusk gilt, bezeichnete Plötner und Michaelis als „Russlandversteher“.
Auch Plötners Rolle beim Fall von Kabul ist umstritten. Die Wochenzeitung Die Zeit berichtete von Vorwürfen, der damalige Politische Direktor im Auswärtigen Amt habe die Evakuierung afghanischer Ortskräfte bewusst hintertrieben und dabei seine Kompetenzen etwa gegenüber Verteidigungsministerin Annegret Kramp-Karrenbauer überschritten. Plötner wurde vom Afghanistan-Untersuchungsausschuss des Bundestages zu einer Zeugenaussage geladen.